# Elżbieta Ostojska
Elżbieta Ostojska, z d. Leżoń (ur. 5 lutego 1950 w Wałbrzychu) – polska siatkarka, medalistka mistrzostw Polski, reprezentantka Polski, medalistka mistrzostw Europy (1971), trener siatkówki.

## Kariera sportowa
Jej pierwszym klubem był Chełmiec Wałbrzych. Od 1969 reprezentowała barwy Polonii Świdnica, z którą w 1973 i 1975 wywalczyła brązowy medal mistrzostw Polski. W 1975 została zawodniczką BKS Stal Bielsko-Biała i w sezonie 1975/1976 wywalczyła z tym klubem awans do I ligi. Była m.in. kapitanem tej drużyny, a w 1979 sięgnęła z nią po Puchar Polski. W wyniku problemów zdrowotnych przerwała karierę zawodniczą w 1980, ale powróciła do drużyny w 1982 i występowała na parkietach do 1985. Następnie pozostała w bialskim klubie, pełniąc funkcję kierownika drużyny (1985–2001), a w rundzie wiosennej sezonu 1992/1993 równocześnie I trenera drużyny żeńskiej. W tej ostatniej roli wywalczyła w 1993 brązowy medal mistrzostw Polski. Awaryjnie jako I trener prowadziła jeszcze BKS w końcówce sezonu 1998/1999 oraz w rundzie wiosennej sezonu 1998/1999. W latach 1995–1997 była natomiast asystentem I trenera - Romana Murdzy.
W latach 1970–1971 wystąpiła 57 razy w reprezentacji Polski seniorek, w 1971 wywalczyła brązowy medal mistrzostw Europy, uczestniczyła też w mistrzostwach świata w 1970, zajmując z drużyną 9. miejsce.